# FCW Southern Heavyweight Championship
El FCW Southern Heavyweight Championship o Campeonato Sureño Peso Pesado de la FCW fue un campeonato de lucha libre profesional. Además fue el único y más importante campeonato junto con el FCW Florida Heavyweight Championship dentro de la Florida Championship Wrestling, territorio de desarrollo de la World Wrestling Entertainment. Fue incorporado el 26 de junio de 2007 y tuvo como primer campeón a Harry Smith y a Jake Hager como último campeón.
El campeonato fue retirado después de que el 22 de marzo de 2008 el luchador Jake Hager unificara dicho campeonato con su FCW Florida Heavyweight Championship, retirando así el campeonato y convirtiéndose en el primer FCW Undisputed Champion de la historia.

## Lista de campeones
| Luchador:        | Reinado N°: | Derrotó a:                                           | Fecha:                  | Lugar:                   |
| ---------------- | ----------- | ---------------------------------------------------- | ----------------------- | ------------------------ |
| Harry Smith      | 1           | 21 hombres, en una Battle Royal                      | 26 de junio de 2007     | Tampa, Florida           |
| Afa Jr.          | 1           | Harry Smith                                          | 16 de octubre de 2007   | New Port Richey, Florida |
| TJ Wilson        | 1           | Afa Jr.                                              | 1 de diciembre de 2007  | New Port Richey, Florida |
| Ted DiBiase, Jr. | 1           | TJ Wilson                                            | 18 de diciembre de 2007 | New Port Richey, Florida |
| Vacante          | N/A         | Debido a una lesión de DiBiase, Jr.                  | 19 de enero de 2008     | New Port Richey, Florida |
| Heath Miller     | 1           | Otorgado debido a una lesión de Ted DiBiase, Jr.     | 19 de enero de 2008     | New Port Richey, Florida |
| Jake Hager       | 1           | Heath Miller                                         | 22 de marzo de 2008     | New Port Richey, Florida |
| Unificado        | N/A         | Con el FCW Florida Heavyweight Championship de Hager | 22 de marzo de 2008     | New Port Richey, Florida |

## Datos interesantes
- Reinado más largo: Harry Smith, 112 días.
- Reinado más corto: Jake Hager, 1 segundo.
- Campeón más viejo: TJ Wilson, 27 años y 143 días.
- Campeón más joven: Harry Smith, 21 años y 327 días.
- Campeón más pesado: Jake Hager, 285 libras (129 kg).
- Campeón más liviano: TJ Wilson, 200 libras (91 kg).